# Corbin Strong
Corbin Strong (født 30. april 2000 i Invercargill) er en professionel cykelrytter fra New Zealand, der er på kontrakt hos Israel-Premier Tech.

## Meritter

### Banecykling
2018
1. plads  U/19-VM i holdforfølgelse
2020
VM i banecykling
1. plads  Pointløb
2. plads  4000-meter holdforfølgelsesløb
3. plads New Zealand Cycle Classic
1. plads  Ungdomskonkurrencen

### Landevejscykling
2019
1. plads  Pointkonkurrencen Tour de Ijen
1. plads Tour de Kumano
1. plads  Ungdomskonkurrencen
5. plads Tour de Korea
1. plads  Ungdomskonkurrencen
8. plads Tour of Thailand
2020
3. plads New Zealand Cycle Classic
1. plads  Ungdomskonkurrencen
2021
1. plads  samlet New Zealand Cycle Classic
1. plads  Ungdomskonkurrencen
1. plads, 1. etape (TTT)